# Roshon Fegan
Roshon Bernard Fegan (Los Angeles, 1991. október 6. –) amerikai színész, rapper, táncos.
Legismertebb alakítása Ty Blue a 2010 és 2013 között futó Indul a risza! című sorozatban. A Rocktábor és a Rocktábor 2. – A záróbuli című filmekben is szerepelt.

## Fiatalkora
Fegan 1991. október 6-án született Los Angelesben. Édesapja az afro-amerikai Roy Fegan színész, producer.

## Pályafutása
Fegan 12 éves korában kezdte színészi karrierjét, amikor szerepelt a Pókember 2. című filmben. 2008 tett szert hírnévre, amikor szerepelt a Disney Channel Rocktábor című filmjében. 2010-ben megismételte a szerepét a Rocktábor 2. – A záróbuli című filmben. Szerepelt az ABC táncos műsorában a Dancing with the Stars 14. évadban.

## Magánélete
Jelenleg Kaliforniában él a családjával. Egy ideig kapcsolatban volt Dytto nevű táncossal.

## Filmográfia

### Film
| Év   | Magyar cím                | Eredeti cím                                  | Szerep            | Magyar hang     |
| ---- | ------------------------- | -------------------------------------------- | ----------------- | --------------- |
| 2018 |                           | What Still Remains                           | David             |                 |
| 2014 |                           | Mostly Ghostly: Have You Met My Ghoulfriend? | Nicky Roland      |                 |
| 2010 | Rocktábor 2. – A záróbuli | Camp Rock 2: The Final Jam                   | Sander Loyer      | Heisz Krisztián |
| 2008 | Rocktábor                 | Camp Rock                                    | Sander Loyer      | Heisz Krisztián |
| 2008 | Fúrófej Taylor            | Drillbit Taylor                              | gyerek            |                 |
| 2007 |                           | Baby                                         | Robbie fiatalon   |                 |
| 2004 | Pókember 2.               | Spider-Man 2                                 | csodálkozó gyerek |                 |

### Televízió
| Év        | Magyar cím              | Eredeti cím                       | Szerep               | Megjegyzések                                              |
| --------- | ----------------------- | --------------------------------- | -------------------- | --------------------------------------------------------- |
| 2019–2020 | Sárkánylovasok          | DreamWorks Dragons: Rescue Riders | Elbone (hang)        | mellékszereplő magyar hangja Markovics Tamás              |
| 2019      |                         | The Bobby DeBarge Story           | Bobby DeBarge        | főszereplő                                                |
| 2018      | Bizonytalan             | Insecure                          | Spider               | 2 epizód                                                  |
| 2016–2017 | A Greenleaf család      | Greenleaf                         | Isaiah Hambrick      | mellékszereplő                                            |
| 2015      |                         | Crazy Ex-Girlfriend               | Nguyen               | 1 epizód: My Mom, Greg's Mom and Josh's Sweet Dance Moves |
| 2014      | Vásott szülők           | Parenthood                        | 4D Member            | 1 epizód: Cold Feet                                       |
| 2014      | Zsenipalánták           | A.N.T. Farm                       | Hudson               | 1 epizód: A New York-i kaland                             |
| 2012      |                         | Motorcity                         | Darr Gordy (hang)    | 1 epizód: Reunion                                         |
| 2012      |                         | Dancing with the Stars            | önmaga               | versenyző                                                 |
| 2011      | Harcra fel!             | Kickin' It                        | Dan "Smooth" Brennan | 1 epizód: Sok rossz mozdulat                              |
| 2010–2013 | Indul a risza!          | Shake It Up                       | Ty Blue              | főszereplő magyar hangja Czető Roland                     |
| 2006      | Monk – A flúgos nyomozó | Monk                              | fiú                  | 1 epizód: Mr. Monk és az űrhajós                          |